# シルバニグレラ目
シルバニグレラ目（シルバニグレラもく、Silvanigrellales）は真正細菌のPseudomonadota門オリゴフレクスス綱の目の一つである。直属の下位分類としてシルバニグレラ科（Silvanigrellaceae）のみを含む。2017年のPseudomonadota細菌シルバニグレラ・アクアティカ（Silvanigrella aquatica）発見の報告にて、この新種が既存のPseudomonadota門の綱には含まれないこと、また当時デルタプロテオバクテリア綱に割り当てられていたブデロビブリオ目（Bdellovibriionales）はオリゴフレクスス綱に移すべきであること、この目を新目を含む2つに分割すべきであることが16S rRNA遺伝子配列の系統解析の結果により判断され、シルバニグレラ・アクアティカを含む分類項目としてシルバニグレラ科（Silvanigrellaceae）やシルバニグレラ属（Silvanigrella）とともにシルバニグレラ目が新規に立ち上げられた。この目には両生類の皮膚から分離された菌株、ミジンコの病原体"Candidatus Spirobacillus cienkowskii"、ヒトリンパ節吸引液からの非水生分離株、並びに自然湖や人工湖といった表層淡水系、泥炭湿原などの湿地、またはカルスト洞窟の地下着水池から分離された未分類株を含む。